# Mogul Mowgli
Mogul Mowgli è un film del 2020 diretto da Bassam Tariq.

## Trama
Il rapper britannico Zed sta per intraprendere una tournée europea quando scopre di soffrire di una malattia degenerativa del sistema immunitario. Decide quindi di tornare a Londra da New York per trascorrere del tempo con la sua famiglia, composta da immigrati pakistani.

## Produzione

### Sviluppo
Riz Ahmed e Bassam Tariq cominciarono a pianificare il film nel 2017 e nel marzo 2019 è stato annunciato che Ahmed avrebbe recitato nella pellicola, di cui ha firmato la sceneggiatura a quattro mani con Tariq.

### Riprese
Le riprese iniziarono a Londra nel marzo 2019.

## Distribuzione
Il film ebbe la sua prima il 21 febbraio 2020 in occasione del Festival di Berlino 2020. Successivamente, Mogul Mowgli è stato distribuito nelle sale britanniche il 30 ottobre dello stesso anno, mentre negli Stati Uniti il film è stato reso disponibile al cinema il 3 settembre 2021.

## Accoglienza
Mogul Mowgli è stato accolto positivamente dalla critica. L'aggregatore di recensioni Rotten Tomatoes riporta il 93% di recensioni positive basato sull'opinione di 98 critici, con un punteggio medio di 7,4 su 10.

## Riconoscimenti
- 2020 - British Independent Film Award
  - Miglior sceneggiatura d'esordio a Riz Ahmed
  - Migliori musiche a Paul Corley
  - Candidatura per il miglior attore a Riz Ahmed
  - Candidatura per il miglior attore non protagonista a Alyy Khan
  - Candidatura per la miglior sceneggiatura a Bassam Tariq e Riz Ahmed
  - Candidatura per la miglior fotografia a Annika Summerson
  - Candidatura per il miglior sonoro a Paul Davies, Robert Farr, Nigel Albermaniche e Ian Morgan
- 2021 - BAFTA
  - Candidatura per il miglior film britannico